# Klaus Botzet
Klaus Botzet ist ein deutscher Diplomat. Er ist seit August 2023 deutscher Botschafter in Gambia.

## Werdegang
Botzet stammt aus Krefeld. Er studierte Rechtswissenschaft in Bonn, Genf und München und erwarb das zweite juristische Staatsexamen.
Während seiner diplomatischen Laufbahn leitete Botzet das Referat für die Beziehungen zu den USA und Kanada sowie ein Referat in der Rechtsabteilung des Auswärtigen Amts. Zudem war er an der Botschaft in Washington, im Bundeskanzleramt und an der Ständigen Vertretung Deutschlands bei den Vereinten Nationen in Genf tätig. Außerdem leitete er die Politische Abteilung der Delegation der Europäischen Union in den Vereinigten Staaten in Washington, D.C. Von 2018 bis 2023 war er stellvertretender Leiter der Botschaft in Bogotá.
Im August 2023 wurde Botzet der erste deutsche Botschafter in Gambia und Leiter der Botschaft in Banjul.
Botzet ist mit der US-amerikanischen Diplomatin Jessica Rosen verheiratet.